# 河間市
河間市（かかん-し）は中華人民共和国河北省滄州市に位置する県級市。

## 歴史
河間の名称は『禹貢』や『水経注』に記載され、戦国時代には燕の武垣県に地名が登場している。漢代には親王が封じられ河間国が設置されたが、八王の乱後に河間国は廃止された。ただし当時の河間地域は現在の粛寧県一帯に相当している。
隋代になると武垣県が現在の市域に遷され河間県が成立した。607年（大業3年）には河間郡郡治、宋代には河間府府治、元代には河間路路治、明清代には河間府府治とされた。
中華民国が成立すると1912年（民国元年）の府制廃止にともない河間県に改編、更に1990年に県級市に改編され現在に至っている。

## 行政区画
- 街道:瀛州路街道、城垣西路街道
- 鎮:米各荘鎮、景和鎮、臥仏堂鎮、束城鎮、留古寺鎮、沙河橋鎮、詩経村鎮、尊祖荘鎮、興村鎮、行別営鎮、故仙鎮
- 郷:黎民居郷、沙窪郷、西九吉郷、北石槽郷、郭家村郷、時村郷、竜華店郷
- 民族郷:果子窪回族郷

## 経済
市場経済導入に工業化が推進され、現在はケーブル、自動車部品、通信機器、食器製造などの工業が発展している。